# Glottiphyllum nelii
Glottiphyllum nelii (no s'ha de confondre amb el nom semblant Glottiphyllum neilii) és una espècie de planta suculenta, de la família de les aïzoàcies (Aizoaceae).

## Descripció
Glottiphyllum nelii és una petita planta suculenta perennifòlia de petita grandària que pot arribar a fer els 6 cm d'alçada. Les fulles són brillants, verdes i dístiques (disposades en dues files paral·leles), amb puntes llises i arrodonides. Tenen rizomes. Les flors són grogues amb pètals estrets, a vegades perfumades, de fins a 5 cm de diàmetre. Aquesta espècie té sovint línies cel·lulars translúcides, al llarg dels marges i la quilla de les seves fulles. Aquest caràcter sovint es pot utilitzar per identificar G. nelii. La càpsula de la llavor té 8 o menys lòculs, vàlvules altes (més de 3 mm) i una base gruixuda, angular i cònica. Després que s'hagi assecat, la càpsula aviat cau de la planta.
S'assembla al seu parent més proper Glottiphyllum oligocarpum, en la seva forma general, però les seves fulles són brillants i no tenen cap cobertura blanca cerosa.

## Distribució i hàbitat
Glottiphyllum nelii és autòcton de la regió àrida del Gran Karoo, entre les províncies sud-africanes del Cap Occidental i Oriental,
En el seu hàbitat creix entre els 780 i els 1100 m; es troba en sòls argilosos, sovint a l'abric dels arbustos; en un cinturó est-oest, al nord de la serralada de Swartberg.

## Taxonomia
Glottiphyllum nelii va ser descrit per Martin Heinrich Gustav Schwantes i publicat a Möller's Deutsche Gärtn.-Zeitung 1928. xliii. 92, a l'any 1928.
Etimologia
Glottiphyllum: nom genèric que prové del grec "γλωττίς" (glotis = llengua) i "φύλλον" (phyllos =fulla).
nelii: epítet atorgat en honor del botànic sud-africà Gert Cornelius Nel (1885-1950), prolífic col·leccionista de plantes i especialista en cactus, professor de botànica a la Universitat Stellenbosch 1921-1950.
Sinonímia
- Glottiphyllum pallens L.Bolus (1933)
- Glottiphyllum pygmaeum L.Bolus (1933)[1][7]